# 林梧桐
丹斯里林梧桐（1918年2月28日—2007年10月23日），男，漢族，生於中国福建泉州安溪，於1937年移居馬來西亞，馬來西亞雲頂集團的創辦人，與何鴻燊、葉漢及田樂園成為「亞洲四大賭王」。他曾是马来西亚最富有的人，总资产高达42亿美金。

## 生平

### 童年
林梧桐父親林石泉、母親吳萬，共有兄弟姐妹7人，他排行第五，上有一個哥哥和三個姐姐，下有一個弟弟和妹妹。據林氏族譜，林梧桐父親屬於「模」字輩，但偏偏名字沒有「模」字，而林梧桐應屬於「景」字輩，名字中也沒有「景」字。林梧桐在自傳中說，「外公為我取名梧桐，就是希望為我帶來好運。」
林梧桐6歲開始念書，12歲時哥哥早逝，16歲時父親去世後，身為家中最大男丁的他被迫輟學，挑起養活一家七口的重任。因為父親生前是做菜種生意，林梧桐就從賣菜種開始。他回憶說：「當時我得向親友借2令吉充作買菜種的本錢。」苦幹兩年後，他賺到了一百多令吉，把父親之債務全數還清。

### 青年
1937年日本入侵中國，林梧桐到马来亚，打工兩年後，林梧桐成立建發實業公司，建發實業現在為林氏家族控制整體云頂王國的控股公司。次年回家成為木匠。但因中國局勢的惡化，在1941年7月重返馬來亞幹起五金生意，1945年母親逝世，同年與李金花結婚，兩人育有三男三女，即林致強、林國泰及林致華，以及林秀麗、林秀蓮及林秀瓊。

### 事業建立
日軍投降後，英属馬來亞重建，英軍帶了大批的最新機械如起重機、推泥機，混凝土攪拌機等到馬來西亞，工程結束後，這些機械被投標售予民間。林接下這些機械翻新後再以兩三倍的價格轉賣，因時逢戰時廢棄的錫礦和膠園紛紛重新開張，正對重型機械需求殷切，所以生意好得出奇，因此成為林梧桐事業基礎。

### 雲頂賭場

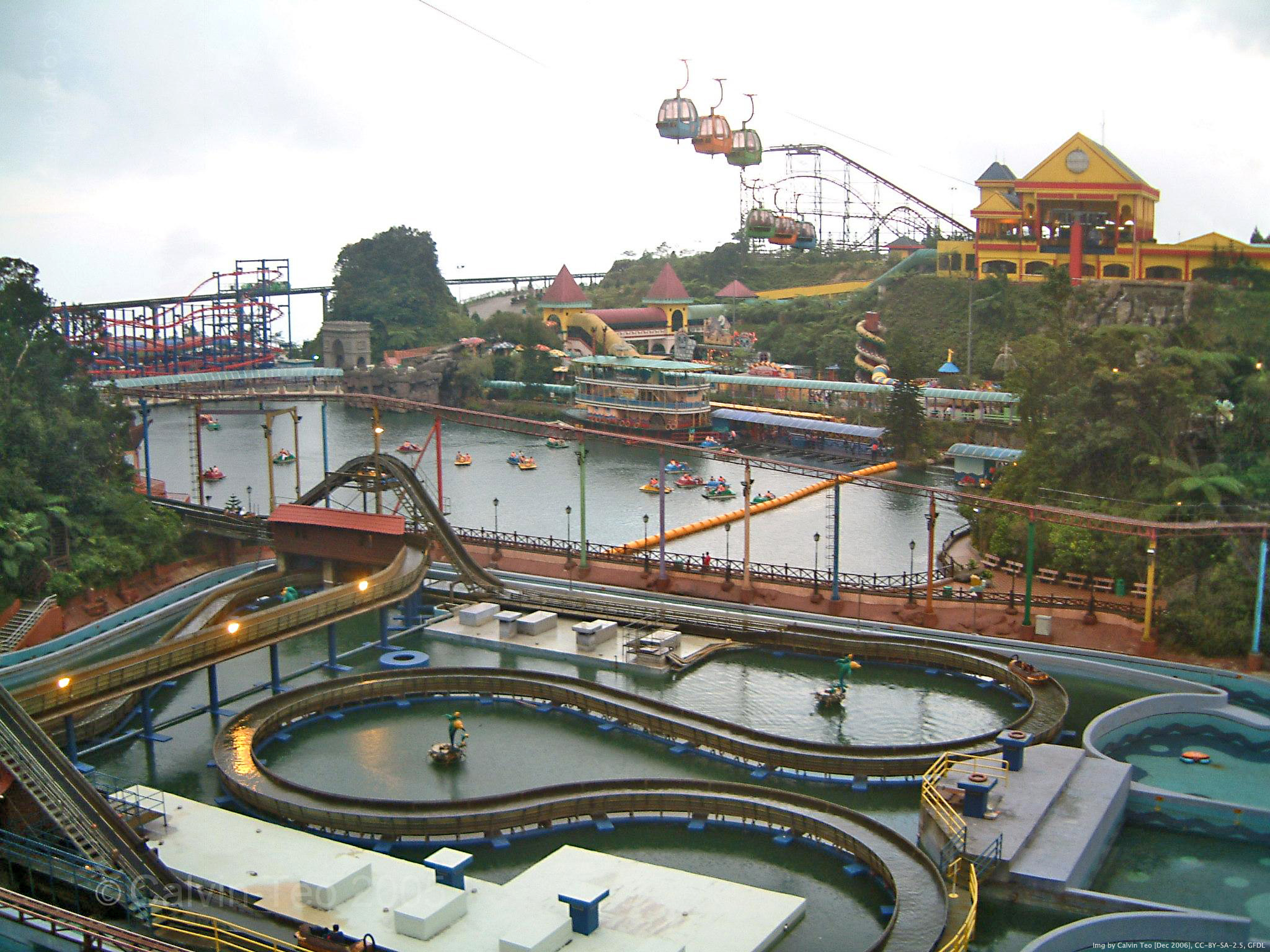
云顶高原旧主题乐园

1963年獲首任首相東姑阿都拉曼支持，展開雲頂高原的開山計劃，林梧桐的夫人為此把它起名「雲頂」。工程於1965年8月8日開始到1971年全部完成。1969年3月31日，雲頂第一間酒店正式奠基。同時馬來西亞政府將優惠讓雲頂開辦賭場。林梧桐取得賭場經營執照，曾與韓國公司聯營，簽了3年合約。但9個月後韓商退出，由林梧桐獨自經營。
1971年，林梧桐將雲頂有限公司在吉隆坡上市。1989年重組業務，成立名勝世界有限公司接手管理雲頂的所有旅遊業務，並於當年年底將「名勝世界」正式在吉隆坡掛牌上市。
名勝世界成立後，立即推行20億令吉的5年發展計劃（1990—1995），增建包括擁有821間客房的名勝酒店、313間客房的阿娃那酒店、888間客房的高原酒店，三座雇員宿舍，兩座停車場以及污水過濾廠及垃圾焚化爐，以提升雲頂的旅遊設施。
縱使在1997年亞洲金融風暴引致亞洲經濟衰頹，他仍開展興建耗資數十億令吉的雲頂第一世界酒店與廣場，並建成3.38公里之登山纜車。同年林梧桐在時任首相马哈迪·莫哈末建議下，把雲頂高原7公里處一塊占地約81公頃的地皮發展成為一個功能齊備的市鎮──「梧桐再也」（Gohtong Jaya）鎮。

### 郵輪事業
2000年8月，在林國泰的策劃下，林梧桐以1億6250萬美金的價格從一家瑞典業者手裡買下兩艘剛建好的郵輪，雲頂從此又進入郵輪業，並於當年成立麗星郵輪有限公司。2000年11月，麗星郵輪在香港上市。目前麗星已有20艘郵輪，26,000個艙位，成為全球第三大的郵輪公司。

### 慈善事業
1987年成立家庭慈善基金──「林氏基金」，對教育、醫藥、殘疾人組織及老人院等社會福利事業鼎力捐助，他本人也被譽為是馬來西亞最有愛心的富豪。

### 退休
至2002年11月27日，兒子林國泰繼承林梧桐事業成為雲頂有限公司及名勝世界有限公司總裁兼總執行長。2003年除夕，全面繼承雲頂集團的主席職位移交給林國泰，從而正式退休，並長居於雲頂半山的梧桐別墅。
2007年10月23日上午11點20分，在梳邦再也醫藥中心逝世，享年89歲。其遗孀李金花也在2017年逝世，并与林梧桐一同埋葬在梧桐再也纪念墓园。

## 榮譽

### 勋章
- 马来西亚 :
  -  联邦效忠领袖勋章（PSM）—丹斯里（1979）[7]
- 雪蘭莪 :
  -  雪兰莪王冠拿督勋章（DPMS) —拿督（1980）[8]
- 彭亨 :
  -  彭亨王冠斯里勋章（SIMP）—拿督英特拉（1987）[7]
- 霹靂 :
  -  霹雳王冠斯里勋章（SPMP）—拿督斯里（1989）[9]

### 奖项
- 1985年馬來西亞企業家獎
- 1986年傑出經理獎
- 1994年企業家成就獎
- 1996年雲頂在大馬十大傑出公司排行中位居榜首並獲得該年度的最佳雇主獎
- 1997年和2002年，雲頂分別獲得特別旅游獎及世界不動產聯盟（FIABCI）卓越獎（最佳酒店發展）
- 1995年至1999年，雲頂還連續5年在遠東經濟評論200家亞洲首要公司的評論中，位居馬來西亞全能領導排名榜第一
- 1997年馬來西亞政府「特別旅游獎」
- 2005年10月，在由TTG亞洲主辦的亞太區旅游業評選中，獲2005年旅游企業家大獎
- 2005年11月10日獲得馬來西亞拉曼大學企業榮譽博士學位

## 评价
马来西亚华人公会前总会长兼拉曼大学理事会主席林良实指出，已故林梧桐当年秉持的“勇于梦想不可能的事情，并将不可能转换成现实”的精神值得拉曼大学上下，包括教职员及学生学习。